# Heilig Hartbeeld (Vught)
Het Heilig Hartbeeld is een standbeeld in de Nederlandse plaats Vught.

## Beschrijving
Dit neogotische Heilig Hartbeeld bestaat uit een Christusfiguur, in een gedrapeerd gewaad. Hij houdt zijn beide handen naar voren gestrekt. Op zijn borst draagt hij een vlammend hart. Het beeld staat op een achtzijdige sokkel in het park bij Huize Steenwijk, een klooster. Het dateert waarschijnlijk uit het begin van de 20e eeuw.

## Rijksmonument
Het beeldhouwwerk is erkend als rijksmonument, onder meer "als bijzondere uitdrukking van het belang van de katholieke congregaties in Noord-Brabant aan het begin van deze eeuw. Het Heilig Hartbeeld bezit kunsthistorische waarde als voorbeeld van de Neo-Gotische beeldhouwkunst, karakteristiek voor de decoraties van katholieke kloostercomplexen aan het begin van deze eeuw."